# Ozodicera idiostyla
Ozodicera idiostyla är en tvåvingeart som beskrevs av Alexander 1980. Ozodicera idiostyla ingår i släktet Ozodicera och familjen storharkrankar.
Artens utbredningsområde är Ecuador. Inga underarter finns listade i Catalogue of Life.